# Sam Jaffe
Shalom „Sam“ Jaffe (10. března 1891 New York – 24. března 1984 Beverly Hills, Kalifornie) byl americký herec, pedagog, hudebník a inženýr. V roce 1951 byl za svoji roli ve filmu Asfaltová džungle (1950) nominován na Oscara za nejlepší mužský herecký výkon ve vedlejší roli. Objevil se také v dalších filmových klasikách, jako je Ben Hur z roku 1959 či The Day the Earth Stood Still z roku 1951. Nezapomenutelné výkony podal i ve filmech Gunga Din (1939) a Lost Horizon z roku 1937.
Knihy: Jewish Wishdom for Business Success: Lessons from the Total and Other Ancient Texts a další